# Dead (zanger)
Per Yngve Ohlin (16 januari 1969 – 8 april 1991), beter bekend als Dead, was een Zweeds blackmetalzanger. Hij is vooral bekend door zijn werk bij de Noorse blackmetalband Mayhem.

## Muzikant
Dead begon zijn carrière als zanger van de Zweedse deathmetalband Morbid (niet te verwarren met het Amerikaanse Morbid Angel). Met deze band bracht hij 2 demo's uit: Morbid Rehearsal en December Moon.
Hierna verliet hij de band en trok naar Noorwegen om bij Mayhem te gaan zingen. Het enige studiomateriaal van de band dat tijdens zijn leven uitgebracht is, is de ep "freezing moon/carnage". Tijdens optredens sneed Dead zich regelmatig in zijn polsen, een keer zelfs zo erg dat hij met spoed naar het ziekenhuis moest. In 1991 pleegde hij zelfmoord in het afgelegen huis dat de band bewoonde, door zijn polsen en keel door te snijden met een mes en zich daarna met een jachtgeweer door het hoofd te schieten.
Volgens de geruchten zou Euronymous delen van zijn hersenen opgegeten hebben, en maakte hij kettingen met stukken van zijn schedel, die hij dan via de post opstuurde naar andere blackmetalmuzikanten. Dat laatste werd in 2012 bevestigd door Morgan ‘Evil’ Steinmeyer Håkansson, de gitarist van de Zweedse band Marduk. Als eerbetoon aan de zanger werd in 1991 het livealbum "Live In Leipzig" uitgebracht. Ook is de foto van zijn dood, door Euronymous genomen, te zien op de "Dawn Of The Black Hearts" bootleg. Later verschenen nog verschillende werken van Mayhem met Dead op zang.

## Persoonlijkheid
In interviews vertelden de leden van Mayhem dat het erg moeilijk was om een vriendschap op te bouwen met Dead. Dit omdat hij erg gesloten was. Hij was volgens de bandleden vaak depressief en had weinig tot geen gevoel voor humor. Euronymous zei in een interview zelfs dat hij dacht dat Dead gek was. Dead sneed zichzelf geregeld, ook tijdens optredens. Tijdens een concert in 1990 sneed Dead zijn arm open met een kapotte colafles, waarna hij naar het hospitaal gebracht moest worden. Voor optredens begroef Dead steevast zijn kleren zodat het leek alsof hij, tijdens het optreden, net uit de grond kwam. Hij wordt ook gezien als een van de eerste blackmetalmuzikanten die corpsepaint gebruikte, niet om cool te zijn of om Kiss te imiteren, maar omdat hij er echt als een lijk uit wilde zien. Volgens Emperor-drummer Bård "Faust" Eithun had Dead vreemde ideeën en hield hij niet van het leven. Mogelijk leed Dead aan het syndroom van Cotard, een psychische aandoening waarbij mensen over henzelf menen dat ze het leven niet waard zijn.
Dead was lid van de Black metal inner circle, samen met o.a. Euronymous, Satyr, Varg Vikernes.
- Bibsys: 9052975
- International Standard Name Identifier: 0000 0004 8987 773X
- MusicBrainz: 63a5b268-f5ba-42df-8642-9d3d53fb2b6a
- Virtual International Authority File: 7090149108487468780004